# 斯捷波韋 (拉茲傑利納亞區)
46°41′56″N 30°4′47″E / 46.69889°N 30.07972°E
斯泰波韋（烏克蘭語：Степове）是位於烏克蘭西南部的村莊，由敖德萨州羅茲季利納區的利曼斯凱市鎮負責管轄。該村始建於1963年，面積2.25平方公里，海拔高度59米，2001年人口1,549，人口密度每平方公里688.14人。